# Unicórnio (startup)
Um unicórnio é uma startup que possui avaliação de preço de mercado no valor de mais de 1 bilhão (mil milhões em português europeu) de dólares americanos. O termo foi criado em 2013 por Aileen Lee. Entre alguns exemplos de empresas unicórnio brasileiras estão a Loggi, Nubank, 99, TFG e PagSeguro. Exemplos de empresas unicórnio que são portuguesas ou que foram fundadas com sede em Portugal são a Farfetch, Talkdesk, OutSystems, Feedzai, Remote e a SWORD Health.
Em 2017, existiam 227 empresas unicórnio ativas.